# Saint-Cyr-sous-Dourdan
Saint-Cyr-sous-Dourdan è un comune francese di 1 022 abitanti situato nel dipartimento dell'Essonne nella regione dell'Île-de-France.

## Società

### Evoluzione demografica
Abitanti censiti